# AM 0644-741
AM 0644-741 – galaktyka pierścieniowa znajdująca się w głowie konstelacji Ryby Latającej. Galaktyka ta jest odległa około 300 milionów lat świetlnych od Ziemi, a jej średnica ma około 150 000 lat świetlnych. 
W galaktyce AM 0644-741 obręcz złożona z nowo powstałych, nadzwyczaj jasnych, masywnych gwiazd otacza żółty środek, który był kiedyś normalną galaktyką spiralną. Jej kształt powstał prawdopodobnie w wyniku zderzenia z mniejszą galaktyką.